# Año del modelo

El año del modelo ("model year" en inglés, a veces abreviado como "MY") es una forma de identificar la versión de un producto que se ha fabricado durante varios años distintos. El año del modelo no tiene por qué ser el mismo que el año natural en el que se fabricó el producto, aunque en algunas ocasiones pueden coincidir.

## Automóviles

### Estados Unidos y Canadá
Los automóviles en los Estados Unidos y Canadá se identifican y regulan por año del modelo, mientras que otros mercados usan la fecha de producción (mes/año) y códigos de modelo para identificar vehículos específicos, en lugar del "año" (año del modelo) utilizado en el identificador norteamericano para el año de fabricación.
En los documentos técnicos generados dentro de la industria automotriz y sus agencias reguladoras, como la NHTSA y la Agencia de Protección Ambiental de Estados Unidos o Transport Canada y Environment Canada; las letras "MY" suelen preceder al año (como en "MY2019" o "MY93"). Sin embargo, incluso sin este prefijo, en el contexto de América del Norte, generalmente se hace referencia al año del modelo en lugar al año de calendario de la producción del vehículo.
El nuevo año modelo generalmente comienza entre agosto y septiembre del año de calendario anterior, aunque puede adelantarse incluso a febrero, como es el caso de la cuarta generación del Acura MDX de 2022, cuya producción comenzó en enero de 2021. Esto se debió en parte a la publicidad del nuevo modelo que se estaba coordinando con el lanzamiento del nuevo programa de televisión a finales de septiembre, debido a la fuerte dependencia existente entre la televisión (para emitir la publicidad que ofrece productos de los fabricantes de automóviles) y las compañías automotrices (para lanzar sus nuevos modelos en una época del año de mayor demanda). Los coches importados emplean la convención del año del modelo en los EE. UU. y Canadá, incluso cuando este sistema no se usa para los mismos coches cuando se venden en otros países.
El concepto de actualizaciones de estilo anuales (una práctica importada de la industria de la moda) fue introducido en la gama de automóviles de General Motors por Alfred Pritchard Sloan en la década de 1920. Esta fue una forma temprana de obsolescencia programada en la industria automotriz, donde los cambios de estilo anuales significaban que los consumidores podían discernir fácilmente si un automóvil era nuevo o no. Otros cambios importantes en la gama de modelos solían coincidir con el lanzamiento del nuevo año del modelo. Por ejemplo, para el año modelo 1928 del Ford Model A la producción comenzó en octubre de 1927 y para el año modelo 1955 del Ford Thunderbird la producción comenzó en septiembre de 1954.
El año modelo coincidió con el año del calendario hasta mediados de la década de 1930, cuando el presidente Franklin D. Roosevelt firmó una orden ejecutiva para que los años modelo de los vehículos se publicaran en el otoño del año anterior, con el fin de estandarizar su empleo en la industria automotriz. La práctica de comenzar la producción del modelo del próximo año antes de fin de año se ha convertido en una larga tradición en Estados Unidos.
Para fines como la configuración del número de bastidor o de los registros del control de emisiones, las reglamentaciones permiten que los automóviles de un año de modelo dado se vendan a partir del 1 de enero del año calendario anterior. Por ejemplo, un vehículo del año modelo 2019 puede salir a la venta legalmente a partir del 1 de enero de 2018. Esto se ha traducido en la presentación de algunos coches del año modelo siguiente en los anuncios emitidos durante la retransmisión de máxima audiencia del partido de la Super Bowl de la NFL en febrero. Un ejemplo notable del lanzamiento de un año de modelo temprano sería el del Ford Mustang de primera generación, presentado como un modelo de principios de 1965 (denominado informalmente como "19641⁄2") en abril de 1964
en la Feria Mundial de Nueva York, varios meses antes del inicio habitual del año modelo 1965 en agosto de 1964.
Para los vehículos recreativos como las autocaravanas, la Comisión Federal de Comercio de los EE. UU. permite que un fabricante use un modelo del año hasta dos años antes de la fecha de fabricación del vehículo.

### Otros países
En otros países, es más común identificar vehículos específicos por su año y mes de producción, y automóviles de un tipo particular por su generación, usando términos como "Mark III" o por el código del fabricante para ese tipo de automóvil (como por ejemplo "BL", el código de un Mazda 3 construido entre noviembre de 2008 y junio de 2013).
En Europa, el menor uso de los años del modelo como descriptor se debe en parte a que desde la década de 1980 muchos vehículos se presentan en el Salón del Automóvil de Ginebra en marzo, en el Salón del Automóvil de Fráncfort en septiembre o en el Salón del Automóvil de París en septiembre. Los nuevos modelos se han lanzado cada vez más en junio o julio.
Al igual que con el resto de Europa, la industria del motor en el Reino Unido no utilizaba regularmente los años modelo de la manera habitual en los EE. UU., ya que los automóviles no se actualizaban o modificaban con tanta regularidad. Existían algunas excepciones, como por ejemplo el Grupo Rootes en las décadas de 1950 y 1960, que copió deliberadamente la práctica estadounidense y realizó pequeñas modificaciones anuales en sus modelos clave, como el Hillman Minx y el Humber Super Snipe. Sin embargo, estos coches todavía no se identificaron por años de modelo, sino que se siguieron usando números de serie a veces con designaciones alfabéticas (como Minx Series IIIA, IIIB y IIIC) para distinguir lo que en su mayoría eran actualizaciones cosméticas en lugar de mejoras mecánicas o estructurales. Al igual que en Estados Unidos, la industria automotriz británica generalmente anunció nuevos modelos (o actualizaciones de los existentes) en septiembre. Sin embargo, esta era la norma mucho antes de que se convirtiera en una práctica en los EE. UU. y su origen no estuvo vinculado a las pautas comerciales de las cadenas de televisión. Su origen está vinculado con la antigua práctica habitual en las industrias manufactureras del centro de Inglaterra, especialmente Coventry y Birmingham, donde la industria automovilística británica se desarrolló a partir de las fábricas de bicicletas y máquinas herramienta. Estas industrias solían cerrar sus fábricas en agosto o septiembre para dar a los trabajadores dos semanas de vacaciones. Estas paradas se utilizaban como momentos adecuados para renovar el utillaje de las fábricas, y se consideró que era un momento ideal para introducir nuevos productos que comenzarían la producción cuando los trabajadores regresaran y la fábrica comenzara a trabajar de nuevo. Por tanto, el año laboral en la industria del automóvil iba de septiembre a septiembre. Los modelos nuevos o mejorados se anunciaban en el verano y se exhibían en octubre durante el Salón del Automóvil Británico, donde serían vistos por la industria en general y el público comprador por primera vez, justo cuando las unidades producidas en las semanas anteriores comenzaban a llegar a los concesionarios listos para la venta. Por lo tanto, los modelos de automóviles destinados a la venta durante, digamos, 1960, se anunciarían y exhibirían en el tercer trimestre de 1959, y las ventas comenzarían antes de fin de año. Cualquier mejora prevista para 1961, se anunciaría en septiembre de 1960 y se exhibiría en el Salón del Automóvil en octubre de 1960.
Esta convención no era absoluta; por ejemplo, el Vauxhall Victor original se anunció oficialmente en febrero de 1957 y las ventas comenzaron más adelante ese mismo mes, y las adiciones y actualizaciones posteriores a la gama Victor se introdujeron en febrero, en particular, la fábrica de Vauxhall estaba fuera del centro tradicional de la industria, en Luton, por lo que no seguía el calendario laboral común. Al ser propiedad de General Motors, Vauxhall generalmente también realizó cambios menores en sus automóviles año tras año, incluso refiriéndose a 'años modelo' en parte de sus documentos, aunque no tenían el mismo peso oficial o significado para los compradores que en Estados Unidos. Durante la década de 1960, los fabricantes de automóviles británicos comenzaron a dar a los periodistas acceso a los próximos modelos a principios de año, con el fin de publicar anuncios antes que sus rivales y evitar el ajetreado período de septiembre. Esta tendencia se materializó en la organización de eventos de promoción cada vez más lujosos y sofisticados para los medios de comunicación, cada vez en fechas más tempranas del año. Los cambios en las prácticas laborales, la incursión en el mercado británico de los fabricantes de automóviles de otros países y la disminución de la cuota de mercado de las firmas británicas llevaron finalmente a abandonar la tradición de introducir nuevos modelos en septiembre, aunque el Salón del Automóvil Británico continuó realizándose en octubre.

### Número de chasis
El formato estandarizado del número de identificación del vehículo utilizado en los Estados Unidos y Canadá (conocido como VIN, "Vehicle Identification Number") incluye el año del modelo del vehículo como décimo dígito. La fecha real en que se produjo el vehículo no forma parte del VIN, pero se requiere que se figure en la etiqueta de certificación de seguridad del vehículo.

## Otros productos
Además de los automóviles, algunos otros productos que a menudo tienen años de modelo incluyen:
- Aviones
- Todoterrenos
- Bicicletas
- Carros de golf
- Maquinaria de construcción
- Mobile home
- Motocicletas
- Vehículos de recreo
- Camiones articulados
- Motonieves
- Tractores
- Remolques
- Embarcaciones